# 整流器

交流訊號、半波整流、全波整流。

整流器（英語：rectifier）為電源供應器的一部分，是將交流電轉換成直流電的裝置或元件，也用來作無線電訊號的偵測器等；整流器屬一種变流器（converter）。整流器可以是固態二極體、真空管二極管、汞弧管、或是氧化銅與硒的堆疊等作成。
相反地，把直流電轉換成交流電的裝置稱為「逆變器」，也是一種變流器。
整流器一般指能把AC轉成DC的那一組二極體的總稱，但在半波整流只用到一個二極體時，這個二極體也就是整流器。
整流作用有時並不一定是單純用來作為產生直流之用。早期的礦石收音机使用被暱稱為「貓鬚」（cat's whisker）的金屬細線壓在方鉛礦（galena，成份是硫化鉛）晶體上，構成點接觸整流器（point-contact rectifier），稱為礦石檢波器或晶體檢波器（crystal detector），目的是檢波。在气体（瓦斯）加热系统中，火焰整流（flame rectification）是用于检测火焰的存在：當火焰存在時，火焰外層的兩個金屬電極形成的電流路徑中，電漿會對給予的交流電壓產生整流作用。

## 基本整流電路

### 半波整流器
在半波整流器中，交流波形的正半週或負半週其中之一會被消除。只有一半的輸入波形會形成輸出，對於功率轉換是相當沒有效率的。

#### 單相半波整流
半波整流在單相供應時只使用一個二極體。
半波整流器的直流電壓輸出可以下列兩個理想方程式計算之。

#### 三相半波整流
與單相全波整流相比，三相供應時使用三個二極體，相當於三組單相半波整流，每組負責取得每一相線的一個半週的電壓。

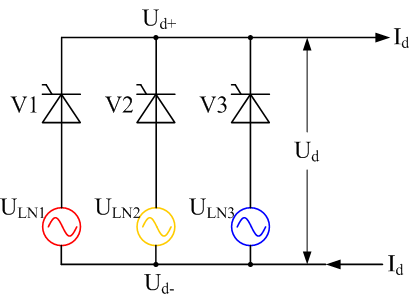
使用閘流體作為開關器件的三相半波整流電路，忽略供電端電感

### 全波整流器

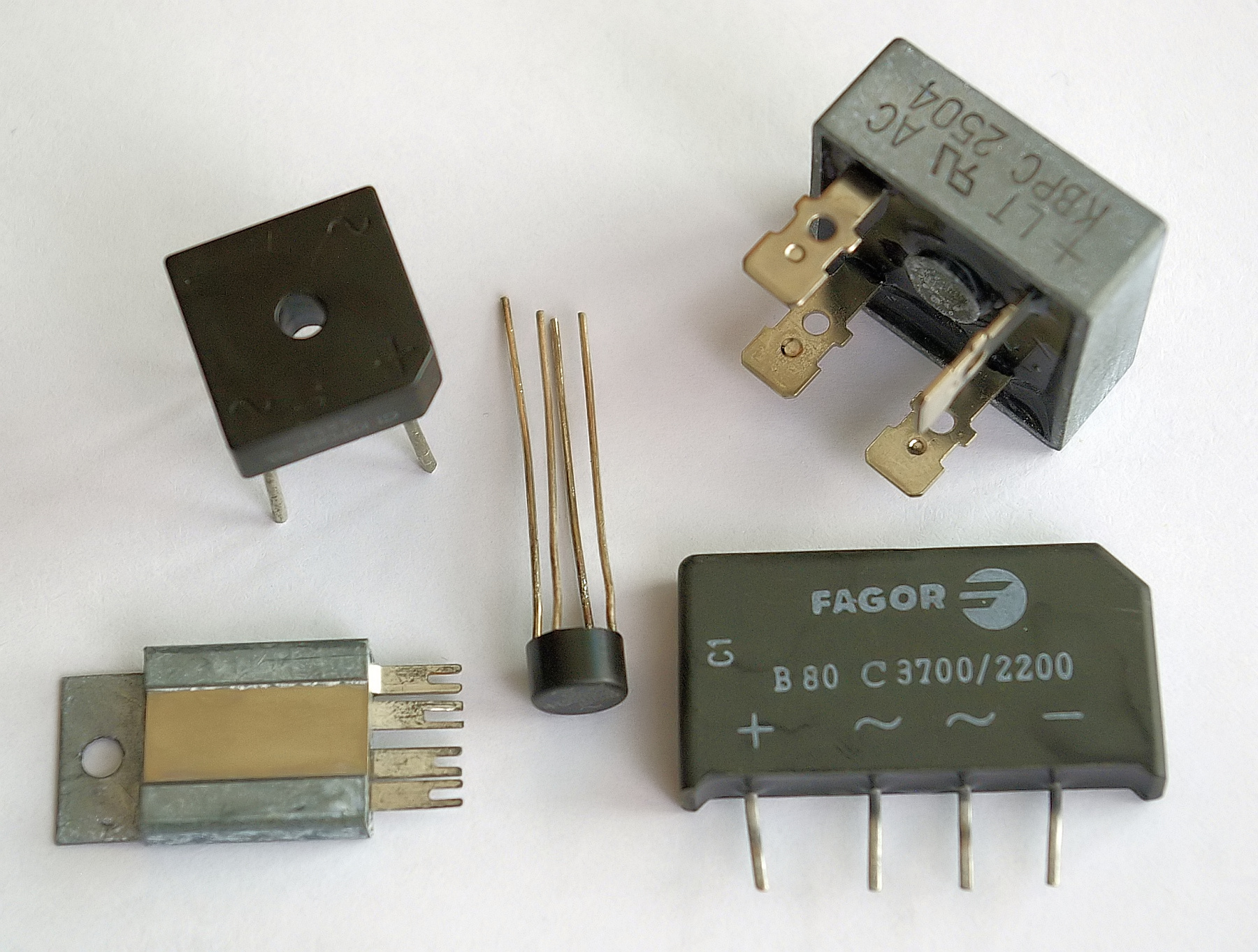
各種橋式整流器，左下為硒整流器，其他都是常用的矽整流器

全波整流可以把完整的輸入波形轉成同一極性來輸出。由於充份利用到原交流波形的正、負兩部份，並轉成直流，因此更有效率。全波整流有中心抽頭式與橋式：

#### 單相中心抽頭式全波整流
對於單相交流電，如果變壓器是中心抽頭型的，兩個背對背的二極體（指陰極接陰極，或陽極接陽極）便可組成全波整流。未做濾波時的平均Vdc=0.636Vm，頻率為原來頻率2倍。每個二極體PIV值2Vm。但與前述的橋式整流相比，全波整流需要兩倍的變壓器次級繞組，因此現今少用，但早期真空管年代較為常用。

全波整流：使用中間抽頭變壓器及兩個二極體的全波整流器。

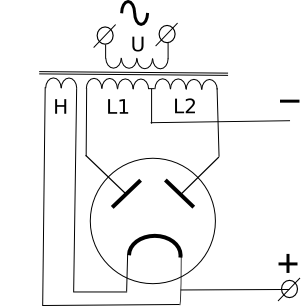
使用電子管的全波整流器，其中的真空三極管具有二個陽極，相當於兩個共陰極的真空二極管。

一般的真空管整流器，常會把一個陰極和兩個對應的陽極一起封装在一個容器内；这样，一個真空管裡就等於具有兩個陰極相連的二極管功能，方便全波整流之用。5U4與5Y3就是這種構造的整流管。

#### 三相中心抽頭式全波整流

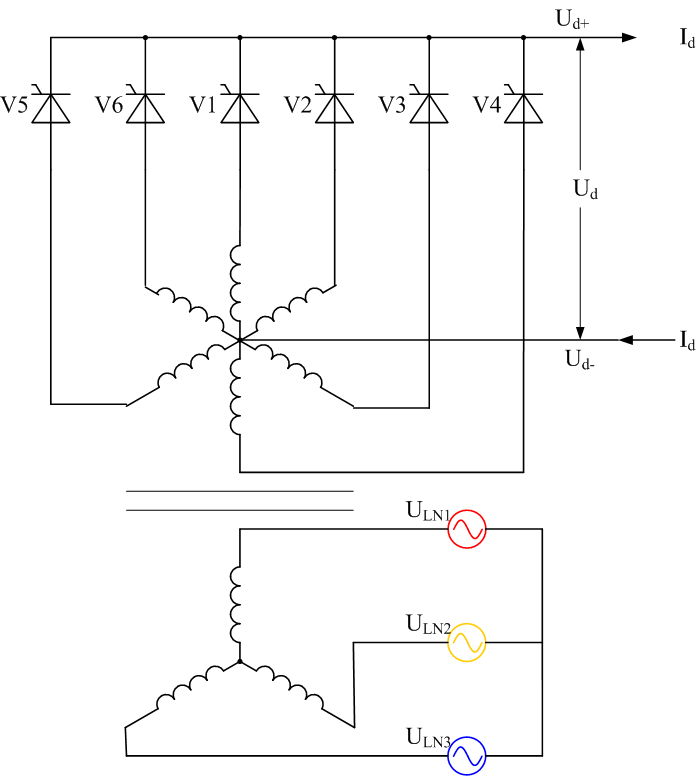
使用閘流體作為開關器件的三相全波整流電路，採用中心抽頭式變壓器。忽略供電端電感

#### 單相橋式全波整流
如果不是使用具有中間抽頭的變壓器，而只有一組輸出線圈，則需使用四個二極體才能做全波整流。令峰值電壓為Vm，未做濾波時的平均Vdc=0.636Vm，頻率為原來AC頻率的2倍，每個二極體所承受的逆向峰值電壓（PIV, Peak Inverse Voltage）值是Vm。輸出電壓之有效值（Vrms）約為0.707Vm（最大值）。此種方式（如圖）稱為橋式整流，這四個二極體合稱為橋式整流器：

Gratz橋式全波整流：使用四個二極體的全波整流器。

#### 三相橋式全波整流

三相橋式整流器。

三相交流，使用六個二極體。通常有三對的二極體，不過，每一對不是同樣會被用在全波單相整流電路的雙二極體，而是將對處於系列（陽極陰極）。通常，市面雙二極體有四個接頭，所以使用者可以將它們配置為單相拆分供應使用供半一座橋或三相。

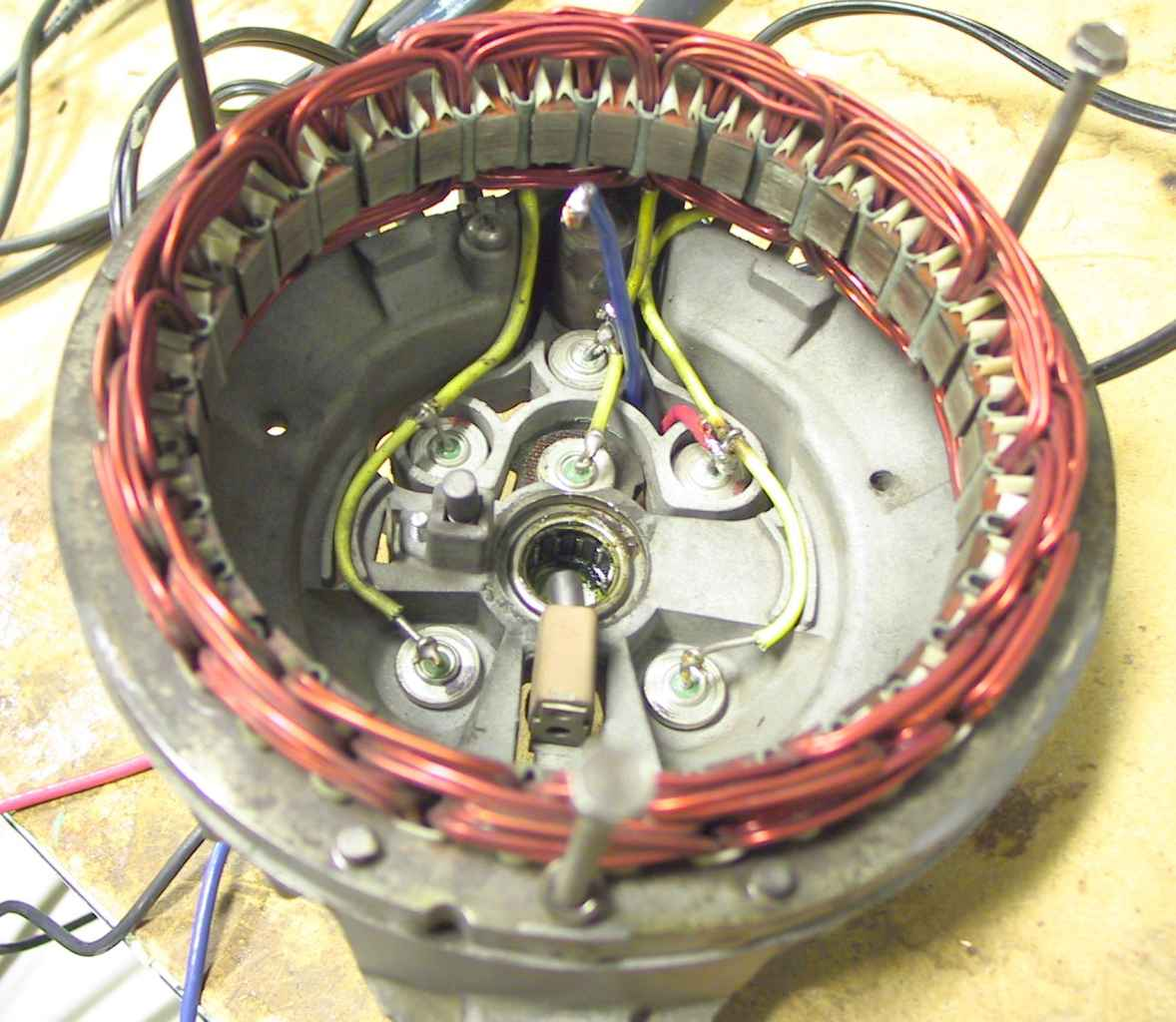
拆卸汽車交流發電機，顯示六個組成一個全波三相橋式整流二極體。

生成交流（這樣的設備被稱為交流發電機）的大多數設備生成三相交流。一個汽車交流發電機有六個裡面作為電池充電應用程式的全波整流二極體。可以作為計算的一個理想的全波整流的平均均方根輸出電壓：
符號說明：
Vdc,Vav - 直流輸出電壓，平均電壓
Vp - 峰值電壓（半波中的）
Vrms - 輸出的RMS（均方根值）電壓，註; RMS值也稱有效值
π = ~ 3.14159
e = ~ 2.71828

### 倍壓整流器
倍壓整流的方式不只一種。

倍壓整流，由兩組半波整流組成的德隆電路

最簡單的倍壓整流（二倍）方式是利用兩組簡單的半波整流，以指向相反的二極體分別生成兩個正負不同的電源輸出，並分別加以濾波。連接正負兩端可得到交流輸入電壓兩倍的輸出電壓。此種電路稱為德隆電路（德語：Delon-Schaltung）。如需要的話，此電路也可以提供中間電壓，或當作正負雙電壓的電源來使用。
上述德隆電路可以衍生出另一種變體：在橋式整流的輸出端使用兩個相串聯的電容器作為濾波電容，在濾波電容的中點與與交流輸入的一端間聯接一個開關。當開關切離時，這個電路會像一個正常的橋式整流；當開關接通時，就會成為前述的德隆電路，產生倍壓整流的作用。舉例來說，當交流輸入為100~120V時，可讓開關為通路；當交流輸入為220~240V時，可讓開關為斷路；這樣便使它很容易在世界上任何電源間切換，產生大約320V（±15%左右）的直流電壓，以送入一個相對簡單的開關模式電源。

倍壓整流，此電路為格賴納赫電路

另一種倍壓整流是格賴納赫電路（德語：Greinacher-Schaltung，如圖)。
格賴納赫倍壓電路可以繼續添加二極體和電容器的級聯，而形成多倍電壓的電壓倍增器，稱為考克饒夫-沃爾頓產生器電路，當時是用於粒子加速器。這樣的倍壓電路雖可以提供幾倍於輸入交流峰值的電壓，但電流輸出和電壓穩定度則受到限制。此類電壓倍增器電路常用來提供高電壓予舊式電視機的陰極射線管（CRT）、光電倍增管、或電蚊拍。

## 峰值損耗
在大部分的整流情況，峰值電壓的輸入到輸出之間會有二極體的電壓位障（一般的矽質P-N接面二極體在0.7V左右，蕭特基二極體則在0.3V）。使用兩個分開次級的半波與全波整流在每個二極體壓降都會有峰值損耗。橋式整流則會有二個二極體壓降損耗。在愈低的電源供應電壓下二極體造成的功率消耗會愈加顯著。
此外，如電壓低於二極體的導通電壓，二極體不會導通，也就是在每個半週期的導通前後一小段時間內（當電壓<0.6V時）會不導通，因此輸出波形在每個"波峰"之間的部分會呈現一小段零電壓的間隔。

## 整流器輸出電壓平滑化
半波整流和全波整流之後所输出的直流电，都還不是恒定的直流电压。为了从交流电源整流产生稳定的直流电，需要加入濾波电路，使輸出電壓平滑化。最簡單的濾波电路就是在整流器的輸出端加上一個能儲存電能的電容器，通常稱為濾波電容，即平滑電容（smoothing capacitor）。但此一濾波電容並不能百分之百消除交流電源的漣波。

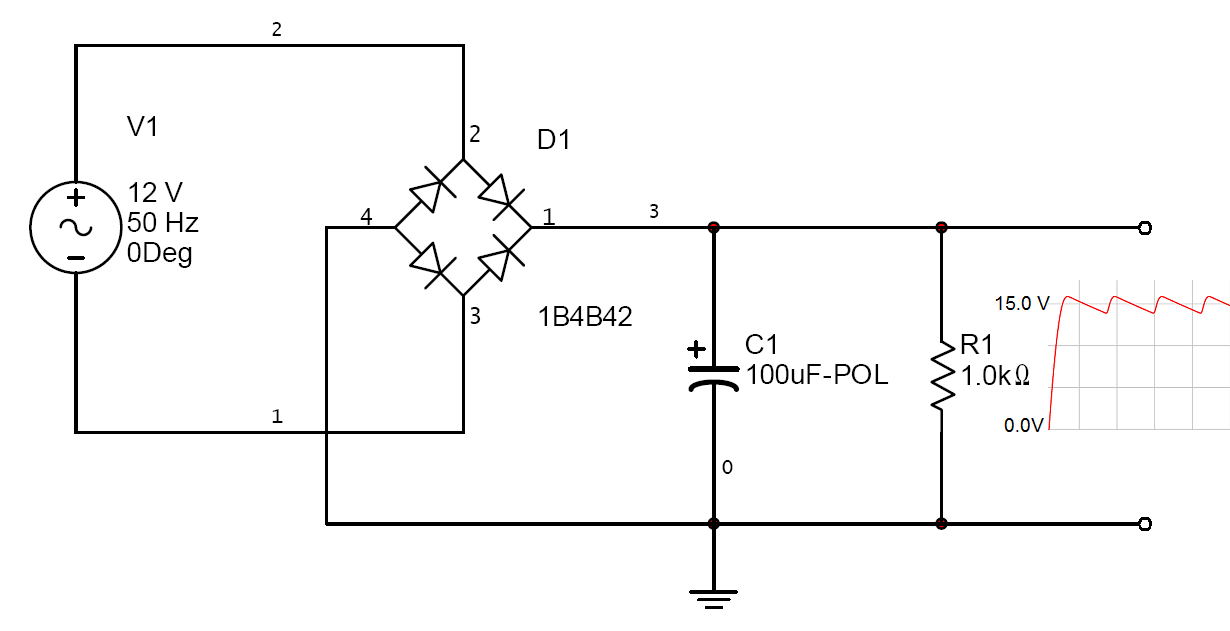
經過濾波的整流器，顯示出平滑效果

濾波電容的數值大小需要取捨。當給定負載時，電容值愈大則漣波愈低，但也造成成本愈高、通電瞬間的充電電流也愈大，整流二極體與變壓器線圈如不能承受可能燒毀或降低壽命，又如多個大電容的裝置同時啟動，也可能造成交流電源的波形扭曲失真，影響其它電路。若在整流器後加入大容值的濾波電容，可以加入緩啟動電路，限制充電電流。
給定可容忍的波紋（漣波）大小後，所需的濾波電容容量大小與負載電流成正比，並與供電頻率和每個輸入週期整流輸出峰值的數量成反比。負載電流和供電頻率通常由外部決定，非整流系統設計者所能控制，但每個輸入週期高峰的數目則可以由整流器設計者選擇：
半波整流的輸出，在每個週期只會有一個高峰，基於這個和一些其他原因，使半波整流一般僅用在電流較小的情況。全波整流的輸出，在單相交流的場合，每個週期會有兩個山峰；三相交流輸入三相橋式整流則每個週期會輸出六峰；更多的峰數則可以藉由在三相整流器前加入適當的的變壓器網路，產生更多相位順序而獲得。
若要進一步減少漣波，可以使用一個電容輸入濾波器，輸入端的第一個濾波電容之後是一個扼流圈（電感器）和第二個的濾波電容的儲能電路，以便把可以跨接線端與濾波電容器得到穩定的直流輸出。扼流圈對漣波電流有很高的阻抗。
如果直流負載需要較嚴格的平順直流電壓，則可以使用一個穩壓器，以應付供電變化和負載特性的變化。

## 應用
整流器的主要應用是把交流電源轉為直流電源。由於所有的電子設備都需要使用直流，但電力公司的供電是交流，因此除非使用電池，否則所有電子設備的電源供應器內部都需要整流器。
至於把直流電源的電壓進行轉換則複雜得多。直流-直流轉換的一種方法是首先將電源轉換為交流（使用一種稱為逆变器的設備），然後使用變壓器改變該交流電壓，最後再整流回直流電源。
整流器還用在調幅（AM）無線電信號的檢波。信號在檢波前可能會先經增幅（把信號的振幅放大），如果未经增幅，则必須使用非常低電壓降的二極體。使用整流器作解調時必須小心地搭配電容器和負載電阻。電容太小則高頻成分傳出過多，太大則將抑制訊號。

控制晶閘管導通相位時的全波整流輸出電壓

整流裝置也用於提供電焊時所需固定极性的電壓。這種電路的輸出電流有時需要控制，此時會以矽控整流器（一種晶閘管）替換橋式整流中的二極體，並以相位控制觸發的方式調整其電壓輸出。
晶閘管也用于各級鐵路機車系統中，以實現牽引馬達的微調。可關斷晶閘管（GTO）則可用於從直流電源產生交流，例如在Eurostar列車上使用此方式提供三相牽引馬達所需的電源。

## 整流技術

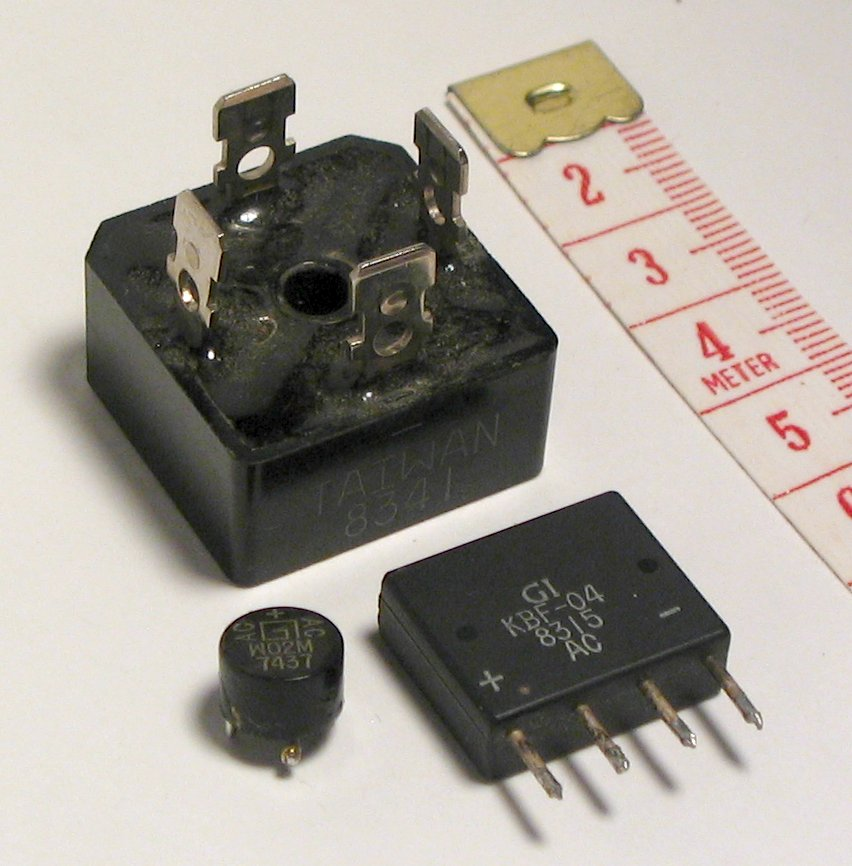
橋式整流器

### 機電（Electromechanical）方式
早期電力轉換系統是純電機的設計，因當時的電子設備尚不足以用來處理大電力。這種機械整流系統通常依賴某種形式的旋轉或振動共振以便有足夠快的速度配合輸入電源的頻率，其操作頻率最高只能到幾千赫茲。由於機械系統的複雜性，傳統上需要高程度的維護，以確保正常運行。因應運動部件的摩擦，需要加以潤滑並在磨損時予以置換。運轉中，轉為開路中的機械接點會發生電弧和火花，因而發熱並腐蝕該接點。

#### 同步整流器
在電力機車中，可能會使用同步整流器將交流電流轉換成直流電流。機電式同步整流包括一個同步馬達以驅動一組重型電氣接點。馬達的旋轉與交流頻率同步，並定時在正弦電流經過零的時候，改變連接方向，產生整流作用。該接點在切換瞬間並沒有大電流，但持續接觸時需要能夠承載機車頭的直流牽引馬達所需的大電流。

#### 谐振子整流器
谐振子整流器主要由作为谐振子的干簧管和作为激励源的电磁铁构成，通常用于低壓交流电的整流。工作時，干簧管内的干簧在电磁铁激励下共振，从而按照一定周期接通电路，达到整流目的。特别的，还有一种用于直流升压的谐振子整流器：在变压器铁芯上装备两个干簧管，一个用于将低压直流电变为断续的电压，经变压器升压后再由另一组谐振子整流器整流为较高电压的直流电。

#### 馬達與發電機組合
馬達與發電機組合或似的旋轉轉換器，實際上不會糾正電流方向，意義上不算真正的整流器，但它可以從交流電源生成直流電源。這個組合中其實是交流馬達與直流發電機兩者的轉軸直接以機械方式耦合。交流馬達帶動直流發電機，電樞（armature）的線圈繞組感應出多相交流，經整流子（commutator，這裡的整流子是指用於馬達與發電機內的一個機電構造）換向後轉換成直流電流輸出。如使用同極發電機（homopolar generator），此發電機內就無需整流子。在高功率半導體廣泛應用之前，馬達與發電機組合使用在供應直流予鐵路牽引馬達、工業電動機和其他高功率直流用途，例如室外劇院放映機的碳精電弧燈。

### 電解式
電解整流是1900年代的早期設備，現早已不再使用。當兩個不同的金屬懸於電解質溶液中時，可以發現某一方向的電流流動比另一方向阻力較小。最常用的是鋁陽極和鉛或鋼鐵陰極，懸於正磷酸三銨（triammonium orthophosphate）的溶液中。整流作用的形成是由於鋁電極第一次通過大電流時會在表面形成對氫氧化鋁的薄層。此種整流過程對溫度敏感，若要有最佳效率，不可在86 °F（30 °C）以上運作。此外，它的擊穿電壓是指會造成電極上的薄層被穿透而發生短路的電壓。電化學整流往往比機械的整流方法更脆弱，對相關變異因數很敏感，並可能產生劇幅特性改變或完全破壞。在同一時代，相似的電解設備，例如在正磷酸三銨溶液槽內掛起許多鋁錐，用來作為避雷器（lightning arrestor）使用。與當作整流器時的不同點是只有鋁電極，並用於交流，沒有極化與整流操作，只是化學成份類似。電解電容器是現代大多數整流濾波電路的必要組成部分之一，它正是從電解整流器發展出來的。

### 等離子（Plasma，又稱電漿）形式

#### 汞弧整流器
約在1909年到1975年間，高壓直流的電源傳輸系統與工業加工中使用的整流器是水銀整流器，或稱汞弧管。該設備被包於蒜頭型玻璃容器或大金屬桶。一個陰極淹沒在水銀池的底部，多個高純度石墨電極作為陽極在懸於水銀池上。可能還有幾個輔助電極以作啟動和維持電弧之用。當電弧在陰極池和懸浮的陽極間發生時，電子束將可藉電離化的水銀，由陰極流向陽極，但無法反向。[原則上，這是一個高功率型的火焰整流器，與火焰中自然存在的電漿具有的單向電流傳輸特性相同]。這些設備可用於數百千瓦等級的功率、可處理一至六相的交流。從1970年代中期起，汞弧整流器被矽半導體整流器和大功率晶閘管電路所取代。史上最強大的汞弧整流器安裝在加拿大馬尼托巴水電局納爾遜河雙高壓直流輸電系統專案中，額訂容量總和超過一百萬千瓦，450,000伏特。

#### 氬氣真空管
通用電氣公司所推出稱為Tungar的整流器，是一個充氬氣的電子管（即真空管），內以鎢質燈絲作陰極，碳質鈕扣型的陽極。從 20年代起，它用於電池充電器和類似的用途，直到金屬整流器與低成本的固態半導體整流器取代它為止。Tungar氬氣真空管整流器的額定規格一般是電壓數百伏特以內、電流幾安培以內，某些型式的外觀與大小很像一般白熾燈，只是多一個額外電極。
1940~50年代常用於車用真空管收音機中，型號為0Z4的真空管也是一種氬氣真空管整流器。如本條目之前所提到的一般真空管全波整流器，0Z4具有二個陽極與一個陰極，但它最特別的一點是沒有燈絲（型號中的0代表此意）。由於電極的形狀設計，使逆向崩潰電壓遠大於順向崩潰電壓。當超過崩潰電壓時，會轉成低阻抗狀態，順向導通時0Z4的壓降約為24伏特。

### 真空管（又稱真空閥、熱離子閥）
自愛迪生效應或稱熱離子發射發現之後，有多種真空管被開發出來，用以對交流進行整流。其中低功率型用作檢波，例如最早的真空管二極管是由弗萊明（John Ambrose Fleming）於1904年發明的弗萊明閥（Fleming valve），它在無線電報接收器中，把收到的訊號整流，以推動檢流計並偵測訊號。許多真空管的設備也在他們的電源中使用真空管作整流，例如All American Five收音機。一些特殊的真空整流器也設計予高電壓用途，例如供應電視機接收器陰極射線管的高壓電源，以及X射線設備高壓電源電源中所用的kenotron真空管。然而，因考慮壽命因素，燈絲溫度不宜過高，致使最大電流密度受限，因此真空整流器的電流容量通常不大。真空管整流器的另一限制是加熱器的電源經常需要特別安排，以便能與所整流的高電壓電路有足夠的絕緣。

### 固態整流器

#### 晶體檢波器
使用金屬細線壓在方鉛礦晶體上所構成貓鬚整流器，它是最早的固態二極體。

#### 硒及氧化銅整流器
在小巧便宜的矽質半導體構成的固態二極體整流器廣泛流行之前，常見的是就是硒（Se, Selenium）及氧化銅整流器。這種整流器以不同金屬板的交錯堆疊，並利用硒與銅氧化物間的半導體屬性。若與真空管整流器相比，雖然硒整流器重量輕、消耗電力少，但卻有壽命有限、電阻值隨著老化而增加、只是適用于低頻率等缺點。不過，比起矽整流器，硒及氧化銅整流器對瞬間的電壓暫態有更好的耐受性。
這些整流器的典型構造是由金屬板與墊圈堆疊而成，並由中央的螺栓固定。堆疊的組數由耐壓決定；每組單元的額定耐壓約為20伏特。汽車電池充電機的整流器可能只需要一組單元：真空管用的高壓電源可能需要很多組單元堆疊而成。以空氣冷卻方式的硒堆疊中的電流密度，約是600 mA/每平方英寸的有效作用區域。（約相當於90 mA/每平方釐米）。

#### 矽或鍺二極體
現代所使用的主要是矽二極體。半導體發展早期主要使用鍺二極體，但現已極少使用。

## 近期發展

### 高速整流器
由美國愛達荷國家實驗室（INL）的研究人員提出的高速整流裝置，置於螺旋奈米天線的中心，並可將紅外線頻率的電能從交流轉成直流。一般紅外頻率範圍從0.3到400THz，但INL文章內並未精確說明該研究所用的頻率範圍。

### 單分子整流器
單分子整流器（Unimolecular rectifier）一種具有單向導通功能的有機分子。此技術仍在實驗階段。